# Spiral (반젤리스의 음반)
| 전문가 평가         | 전문가 평가 |
| 평가 점수           | 평가 점수   |
| 출처                | 점수        |
| ------------------- | ----------- |
| AllMusic            | [ 2 ]       |
| Background Magazine | 4/별        |

《Spiral》은 1977년 12월에 발매된 그리스의 전자 음악 작곡가 반젤리스의 스튜디오 음반이다. 1980년대 후반까지 그의 창작 기반이었던 런던 니모 스튜디오에서 반젤리스가 제작한 세 번째 음반이었다. 트랙 〈To the Unknown Man〉으로 반젤리스는 1978년 MIDEM 국제 기악 상을 받았다.

## 배경
나선형으로 움직이는 우주의 본질을 탐구하는 고대 도 철학에서 주제적으로 영감을 받은 콘셉트 음반이다. 앞면에는 도덕경의 "멀리 간다는 것은 곧 멀리 간다는 것을 의미한다 - 멀리 간다는 것은 돌아온다는 것을 의미한다"는 인용되어 있고, 소매 노트에는 트랙 〈Dervish D〉가 "그의 빙빙 도는 것에 의해 우주의 나선형을 깨닫는 데르비시 댄서로부터 영감을 받았다"고 적혀 있다.
이 음반은 1970년대에 나온 《Heaven and Hell》 (1975년)과 《Albedo 0.39》 (1976년)보다 덜 알려지고 호평을 받은 음반이다.

## 기악 편성
이 음반은 반젤리스의 발라드의 가공 보컬과 〈Dervish D〉의 백 보컬을 제외하고 완전히 기악곡이다. 반젤리스는 신시사이저, 시퀀서, 일렉트릭 피아노, 일렉트로닉 오르간, 하모니카, 브라스, 팀파니 및 퍼커션을 연주한다. 이 음반은 반젤리스가 후속 작업에서 크게 의존하게 된 야마하 CS-80 신시사이저를 사용한 첫 번째 음반이며 그의 경력 중 가장 시퀀서 기반의 음반이다.

## 곡 목록
모든 곡들은 반젤리스에 의해 작곡하였다.
| #  | 제목          | 재생 시간 |
| -- | ------------- | --------- |
| 1. | 〈Spiral〉    | 6:55      |
| 2. | 〈Ballad〉    | 8:27      |
| 3. | 〈Dervish D〉 | 5:21      |

| #  | 제목                   | 재생 시간 |
| -- | ---------------------- | --------- |
| 4. | 〈To the Unknown Man〉 | 9:01      |
| 5. | 〈3+3〉                | 9:43      |